# استانیسلاو استرومیلین
استانیسلاو گوستاوویچ استرومیلین (استرومیللو-پتراشکویچ)  (۲۹ ژانویهٔ ۱۸۷۷ – ۲۵ ژانویهٔ ۱۹۷۴) اقتصاددان و آمارگر شوروی بود. او نمایندهٔ نسل اول اقتصاددانان مارکسیست شوروی بود و نقشی برجسته در تحلیل اقتصاد برنامه‌ریزی‌شده از نوع شوروی ایفا کرد، از جمله در حوزهٔ مدل‌سازی، تدوین برنامه‌های پنج‌ساله و محاسبهٔ درآمد ملی. از دستاوردهای ویژه او می‌توان به «شاخص استرومیلین» اشاره کرد؛ معیاری برای سنجش بهره‌وری نیروی کار، و همچنین «ضریب هنجار»، مربوط به تحلیل فعالیت‌های سرمایه‌گذاری.

## زندگی و اندیشه
پیش از سال ۱۹۱۷، استرومیلین یک سوسیال دموکرات (منشویک) بود. او که درگیر فعالیت‌های انقلابی بود، چندین بار دستگیر شد. او مطالعات علمی عمیقی در پلی‌تکنیک سن‌پترزبورگ انجام داد که در سال ۱۹۱۴ از آن فارغ‌التحصیل شد. از سال ۱۹۳۱ عضو آکادمی علوم اتحاد جماهیر شوروی بود. استرومیلین در دانشگاه مسکو تدریس می‌کرد و واسیلی لئونتیف یکی از برجسته‌ترین شاگردان او به‌شمار می‌رفت. آثار او هم در روسیه و هم در کشورهای دیگر شهرت یافت.
استرومیلین آموزش بسیار کلاسیک مارکسیستی دیده بود که این امر به مشارکت او در انقلاب اکتبر و نیز تماس‌های شخصی‌اش با لنین بازمی‌گشت. از سال ۱۹۱۷ تا ۱۹۱۹ او سازمان خدمات آماری را پایه‌گذاری کرد و ریاست آن را بر عهده داشت. وی تلاش نمود یک «واحد حسابداری ثابت در سطح اقتصاد و بودجه» ایجاد کند و «کار» را به‌عنوان معیار بگیرد. طرح‌های او به‌طور خلاصه چنین بود: می‌توان اقتصادی را تصور کرد که بر پایه پول نقد استوار نباشد؛ به‌گونه‌ای که در سطح دولت، مشکل تخصیص منابع کمیاب به بخش‌های مختلف حل شود و در سطح فرد، مسئلهٔ ترکیب عقلانی عوامل تولید در کار، برطرف گردد. در چنین اقتصادی، برای هر فرد آزادی انتخاب کالاهای مصرفی فراهم می‌شود، اما در شرایطی که نوع کالاهای مادی از پیش تعیین شده باشد. استرومیلین پیشنهاد داد که «ارزش محصول تولیدشده توسط کارگری که به‌طور کامل و مطابق با قوانین در ساعات کاری مقرر فعالیت می‌کند» به‌عنوان واحد سنجش در نظر گرفته شود. (بر این اساس، ارزش محصول برحسب مقدار کار یا تلاش جسمانی صرف‌شده اندازه‌گیری می‌شود). برای ارزیابی سودمندی اجتماعی کالاهای مادی، او پیشنهاد کرد از یک واحد سنجش دوم استفاده شود که عبارت است از «نیازهای غذایی ضروری یک انسان عادی در طول یک روز (۲۰۰۰ کالری)». با این حال، این طرح که در چارچوب «کمونیسم جنگی» ارائه شده بود (مرحله‌ای که در آن جریانی مخالف استفاده از پول نقد پدیدار شد)، به‌سرعت رو به زوال رفت، زیرا «سیاست اقتصادی جدید» (۱۹۲۱–۱۹۲۷) معرفی شد که بازگشت مؤقت به بازار سرمایه‌داری را تثبیت می‌کرد.
سترومیلیلین تا سال ۱۹۲۸ در شورای فدرال اتحادیه‌های حرفه‌ای (نهاد عالی سندیکایی)، همچنین در کمیساریای خلق، و نیز به‌عنوان عضو گاسپلن از زمان تأسیس آن فعالیت داشت، و سپس به سمت معاون رئیس همین شورا منصوب شد. از سال ۱۹۳۲ تا ۱۹۳۴ معاون رئیس ادارهٔ مرکزی حسابداری اقتصادی ملی بود. او ریاست گروه آمار در برنامهٔ پنج‌ساله را بر عهده گرفت. این برنامه که از سال ۱۹۲۹ تصویب شد، نتیجهٔ مطالعات و پژوهش‌هایی بود که از سال ۱۹۲۵ آغاز گردیده بود و اجرای آن در کنگره پانزدهم (۱۹۲۹) مقرر شد.
استرومیلین یکی از اقتصاددانانی بود که به‌طور فعال در برنامه‌ریزی اقتصادی شوروی مشارکت داشت. از نظر عبدالوهاب الکیالی، «اهمیت کار او به‌عنوان اقتصاددان زمانی آشکار می‌شود که بدانیم در آغاز انقلاب، «نظریه‌ای برای مرحله گذار» وجود نداشت؛ زیرا نوشته‌های مارکس جز ایده‌ای کلی و تلویحی دربارهٔ برنامه‌ریزی اقتصادی در برنداشت. اما در طول جنگ جهانی دوم، استرومیلین تلاش خود را صرف مدیریت کمیته‌ای کرد که مسئول بسیج منابع لازم برای دفاع و هدایت آن‌ها بود.»
استرومیلین پژوهش‌های خود را در بسیاری از عرصه‌ها متمرکز ساخت. او به‌عنوان یک تاریخ‌نگار، کوشید شاخص بودجهٔ قرون شانزدهم و هفدهم در روسیه را بر اساس قیمت مواد اولیهٔ اساسی بازسازی کند. در سال ۱۹۵۴، در چارچوب تحقیقات تاریخی‌اش، کتابی دربارهٔ «تاریخ صنعت فلزات سنگین در روسیه» منتشر کرد. این کتاب که برندهٔ جایزهٔ لنین شد، روند تکامل این صنعت را از قرن شانزدهم تا نیمهٔ قرن نوزدهم شرح می‌دهد.
در حوزهٔ تحقیقات جمعیت‌شناسی، استرومیلین نگاهی آینده‌نگرانه به افزایش جمعیت از سال ۱۹۲۰ تا ۱۹۴۱ انداخت و در این راه از داده‌های سرشماری تقریبی سال ۱۹۲۰ بهره گرفت. با این حال، مهم‌ترین آثار خود را به بررسی تکامل نظریهٔ سوسیالیستی اختصاص داد. او در دههٔ ۱۹۲۰ به مطالعهٔ چگونگی توزیع و استفاده از وقت کارگر در خارج از محیط کار پرداخت، در زمانی که حزب علاقه‌مند بود بداند فرد چه مقدار از وقت خود را می‌تواند صرف تربیت سیاسی و فعالیت سیاسی کند. در همین راستا، استرومیلین روشی را پایه‌گذاری کرد که آن را «بودجه‌های زمانی» نامید. در ادامهٔ تحقیقات خود دربارهٔ پایهٔ مادی و فنی کمونیسم، استرومیلین به مطالعهٔ شکل‌گیری قیمت‌ها روی آورد و آن‌ها را بر اساس میزان کار عملی و دستمزد تعیین کرد؛ مطابق با این اصل که تنها «کار» است که به کالاهای مادی ارزش می‌بخشد.
در دههٔ ۱۹۶۰، پس از انتشار کتاب «اقتصاد آموزش در اتحاد جماهیر شوروی» توسط یونسکو، او در حوزهٔ اقتصاد آموزش به شهرت بین‌المللی دست یافت.

## آثار
از جمله آثار وی:
- «ثروت و کار»، ۱۹۰۵
- «مشکلات اقتصاد کار»، ۱۹۲۵
- «مقالاتی در مورد اقتصاد شوروی»، ۱۹۲۸
- «انقلاب صنعتی در روسیه»، ۱۹۴۴
- «عامل زمان در پروژه‌های سرمایه‌گذاری»، ۱۹۵۱
- «تاریخچه صنعت متالورژی در اتحاد جماهیر شوروی»، ۱۹۵۴
- «اقتصاد آموزش و پرورش در اتحاد جماهیر شوروی»، ۱۹۵۲